# Захова къща
Заховата къща (на гръцки: Αρχοντικό Ζάχου) е възрожденска къща в град Костур, Гърция.

## Местоположение
Къщата е разположена в южната традиционна махала Долца (Долцо) на улица „Захос“ № 18 и улица „Папаконстантинос“.

## История
Построена е в 1860 година.
В 1965 година къщата е обявена за паметник на културата.

## Архитектура
В архитектурно отношение принадлeжи към типа Г-образни сгради с вписан кръст. Състои се от приземие, полуетаж и етаж. Сградата е една от най-големите традиционни къщи в Костур и е добре поддържана.